# Philippe Lechermeier
 (octobre 2014).
Si vous disposez d'ouvrages ou d'articles de référence ou si vous connaissez des sites web de qualité traitant du thème abordé ici, merci de compléter l'article en donnant les références utiles à sa vérifiabilité et en les liant à la section « Notes et références ».
Philippe Lechermeier est un écrivain français, né à Strasbourg le 1er mai 1968.

## Biographie
Philippe Lechermeier fait des études de Lettres qu'il agrémente de nombreux voyages à travers le monde. Devenu plus sédentaire, il se met à écrire des histoires pour ses deux filles. Un de ses premiers textes, Quand j'étais Loup est publié en 2003 et d'autres titres vont suivre. En 2004 parait Princesses oubliées ou inconnues, illustré par Rébecca Dautremer qui devient un succès mondial suivi, un an plus tard par Graines de Cabanes.
Il complète sa série d'encyclopédies poétiques en 2008 avec Fil de fée et un quatrième titre, Cirque Magique à l'automne 2011.
Philippe Lechermeier a également publié de nombreux contes, dans lesquels il explore des univers très différents. Ce qu'il y avait sur l'image, paru aux éditions Thierry Magnier s'inscrit dans la tradition des contes orientaux et Le Cavalier Bleu, paru en 2007, est traversé par des références au romantisme allemand.
Un recueil de nouvelles, Petites frictions et autres histoires courtes, publié en 2007 chez Milan, permet à Philippe Lechermeier d'aborder de façon originale et avec un humour souvent grinçant, les thèmes et les préoccupations qui font le quotidien des adolescents.
En 2009, son Journal secret du petit Poucet, à nouveau illustré par Rébecca Dautremer, est salué par la critique. Il y revisite avec humour et gravité le conte célèbre dans un album concept destiné autant aux enfants qu'aux plus grands.
Des biographies historiques, Robespierre et Napoléon, éditées chez Actes Sud viennent compléter la palette déjà très éclectique de l'auteur.
Dans Lettres à plumes et à poils, recueil de cinq correspondances illustré par Delphine Perret, Philippe Lechermeier évoque avec ironie et drôlerie des histoires de bêtes souvent très humaines. Le livre est couronné à Montreuil en 2012 par le prix Tam-Tam J'aime Lire et le Prix Bernard Versele en 2013. Il a été suivi en 2014 par Lettres à pattes, à poils et à pétales.
Pour l'automne 2014, il retrouve, pour leur troisième collaboration, Rébecca Dautremer autour d'un projet singulier et insensé, la réecriture de la Bible. Dans un esprit de transmission culturelle et sans aucun message religieux, l'auteur et l'illustratrice donnent à lire et à voir dans Une Bible un texte fondateur, destiné à tous ceux qui, au-delà des croyances, ne veulent pas passer à côté de ce qui a participé aux fondements mêmes de notre civilisation.

## Quelques publications
- 1998 : La Valise, illustré par Christian Voltz, éditions Didier Jeunesse
- 2003 : Quand j’étais loup, illustré par Sacha Poliakova, éditions Gautier-Languereau
- 2004 : Mon double et moi, illustré par Stéphane Girel, Bilboquet
- 2004 : La Promesse aux étoiles, illustré par Élodie Nouhen, éditions Gautier-Languereau
- 2004 : Princesses oubliées ou inconnues, illustré par Rébecca Dautremer, éditions Gautier-Languereau
- 2005 : Le Trousseau de Tao, illustré par Dorothée Duntze, éditions Gautier-Languereau
- 2005 : Ce qu’il y avait sur l’image, illustré par Charlotte Gastaut, éditions Thierry Magnier. Réédité par Encore une fois en 2014
- 2005 : Graines de Cabanes, illustré par éric Puybarret, éditions Gautier-Languereau
- 2006 : Les Jardins suspendus, illustré par Géraldine Alibeu, éditions Gautier Languereau
- 2007 : Mon Doudou me dit, illustré par Vanessa Hié, éditions Gautier-Languereau
- 2007 : Petites Frictions et autres histoires courtes, éditions Milan
- 2007 : Le Cavalier Bleu, illustré par Delphine Jacquot, éditions Thierry Magnier,
- 2007 : L’Anniversaire, illustré par Isabelle Chatelard, éditions Gautier-Languereau
- 2007 : Dans le Cheval de Troie, illustré par Martin Jarrie, éditions Thierry Magnier
- 2007 : Le Manteau Rouge, illustré par Élodie Nouhen, éditions Gautier-Languereau
- 2009 : Fil de fée, illustré par Aurélia Fronty, éditions Gautier-Languereau
- 2009 : Journal secret du petit Poucet, illustré par Rébecca Dautremer, éditions Gautier-Languereau
- 2011 : Lettres à plumes et à poils, illustré par Delphine Perret, éditions Thierry Magnier
- 2011 : Robespierre, illustré par Guillaume Long, éditions Actes Sud Junior
- 2011 : Cirque magique ou la malle aux étoiles, illustré par Sacha Poliakova, éditions Gautier-Languereau
- 2012 : Racontars de Minuit et autres histoires de monstres, illustré par Claire de Gastold, éditions Thierry Magnier
- 2013 : Sauve qui peut les vacances !, nouvelles, recueil collectif, éditions Thierry Magnier
- 2013 : Napoléon, illustré par Anne Simon, éditions Actes Sud Junior
- 2014 : Lettres à pattes et à poils (et à pétales), illustré par Delphine Perret, éditions Thierry Magnier
- 2014 : Une Bible, illustré par Rébecca Dautremer, éditions Gautier-Languereau
- 2015 : Trois exploits de Till l'Espiègle, illustrations de Gaëtan Dorémus, 2015
- 2016 : Till l'espiègle et les tricheurs, texte Philippe Lechermeier, ill. Gaëtan Dorémus, les Fourmis rouges
- 2016 : Till l'espiègle et les musiciens, texte Philippe Lechermeier, ill. Gaëtan Dorémus, les Fourmis rouges

## Prix et distinctions
- Prix Gayant Lecture 2007[3] pour Un trousseau pour Tao, avec Dorothée Duntze
- Prix Tam-Tam[1] 2012 pour Lettres à plumes et à poils, illustré par Delphine Perret
- Prix Bernard Versele[2] 2013 pour Lettres à plumes et à poils, illustré par Delphine Perret
- « Bibliothèque idéale » du Centre national de la littérature pour la jeunesse (BnF)[4]  pour Trois exploits de Till l'Espiègle, illustrations de Gaëtan Dorémus, 2015
- Coup de cœur Jeune Public automne 2018 de l'Académie Charles-Cros pour La voix d’Ella[5]
- « Pépite fiction juniors » 2022 du Salon du livre et de la presse jeunesse en Seine-Saint-Denis pour Maldoror – Tome 1 : Les Enfants de la Légende[6].